# یگان رزمی (فیلم)
یگان رزمی (انگلیسی: Task Force) فیلمی به کارگردانی دلمر دیوز است که در سال ۱۹۴۹ منتشر شد.

## بازیگران
- گری کوپر
- جین وایت
- وین موریس
- والتر برنان
- جولی لاندن
- بروس بنت
- مورونی اولسن
- جک هولت
- جان ریدگلی
- استنلی ریجز
- ماری لارنس